# Der Superbulle räumt die Wüste auf
Der Superbulle räumt die Wüste auf (Originaltitel: Il figlio dello sceicco) ist ein Italienischer Film von Regisseur Bruno Corbucci aus dem Jahr 1978.

## Handlung
Der ehemalige Polizist Tony Marroni lebt bei seiner Mutter, seinen Vater kennt er nicht. Er betreibt eine Tankstelle, deren Lizenz jedoch nicht verlängert wird. Derweil kommt es in einem kleinen Emirat im Persischen Golf zu einer internationalen Intrige um Ölkonzessionen, um die sich mehrere Gruppen streiten. Innerhalb der Regierung um den Scheich gibt es verschiedene Fraktionen, und schon bald werden Mordkomplotte geschmiedet. Auf der Suche nach einem möglichen Erben des Scheichs wird Marroni ausgemacht, der daraufhin im Fadenkreuz von den Attentätern der diversen Ölkonzerne gejagt wird. Die Mordversuche verlaufen jedoch erfolglos.

## Produktion
Der Kriminalfilm erhielt in Deutschland keine Kinoauswertung und hatte seine Premiere auf Video. Am 22. August 1986 wurde er auf RTL Plus erstaufgeführt. Anders als durch den deutschen Titel impliziert, gehört Der Superbulle räumt die Wüste auf nicht zu Bruno Corbuccis aus elf Filmen bestehenden Reihe um den „Superbullen“ Tony Marroni (im Original Nico Giraldi). Im italienischen Original spielt Tomás Milián eigentlich die Figur des Luigi Panacchioni. Angesichts des Erfolges der „Superbullen“-Reihe ließ der deutschen Videoverleih den Film in der Synchronisation entsprechend anpassen.
Für die Filmbauten war Claudio Cinini verantwortlich; die Kostüme stammen von Luciano Sagoni. Roberto Tatti war als Regieassistent tätig.
Der Film spielte in Italien 377 Millionen Lire ein.

## Kritik
„Auf Kalauer und stereotype Gags setzende Krimiunterhaltung um Marroni als angeblichen Sprößling eines Ölscheichs.“

Im Corriere della Sera schrieb G. Gs.: „Hier haben wir eine volkstümliche Komödie für alle, angemacht mit verbalen Vulgaritäten und in sehr affektierter Art gespielt von einem geschminkten, perückeversehenen, mit römischem Akzent synchronisierten Tomas Milian. Bruno Corbuccis Regie hat keinen Rhythmus trotz reichhaltig eingesetzter Stilelemente und gelungener Aufnahmen der Wüstenlandschaft, der Moscheen und der arabischen Märkte.“